# Grønbenet rørhøne
Grønbenet rørhøne (Gallinula chloropus) er en fugleart i familien vandhøns. Arten er udbredt over hele verden, bortset fra Australien. Den kan minde om blishønen, men mangler blandt andet dennes hvide blis. 
Ynglebestanden er vurderet som sårbar på den danske rødliste.

## Beskrivelse
De voksne fugle af grønbenet rørhøne har rød pandeblis og rødt næb med gul spids. Benene er grønne, mens fjerdragten overvejende er sortgrå med mørkebrune vinger. Langs siden af kroppen findes en karakteristisk hvid stribe. Underhaledækfjerene er hvide med sort midte. De to køn er ens. Ungfuglene kendes fra unge blishøns på at være mørkebrune, bortset fra en lys strube og hvide underhaledækfjer. 
Stemmen er et gennemtrængende "kryrrk", fra skræmte fugle et skarpt "keick-keick". Rørhønens føde er meget varieret, for eksempel tager den både orme, snegle, insekter og bær. 
Dens naturlige fjender er blandt andre vandrotter og gedder, som især tager dens yngel. Den lave rede er godt skjult mellem sivene. Reden er lavet af tagrør og siv. Den dykker ofte efter føde og svømmer forholdsvis dårligt.